# Josef Virgil Grohmann
Josef Virgil Grohmann (12. prosince 1831 Hanšpach – 12. října 1919 Praha) byl rakouský a český pedagog, spisovatel a politik německé národnosti, v 60. a 70. letech 19. století poslanec Českého zemského sněmu, autor díla Pověsti z Čech a Moravy.

## Biografie
Vystudoval klasickou filologii, germánské jazyky a sanskrt na Karlo-Ferdinandově univerzitě v Praze. Roku 1857 získal titul doktora filozofie. Od roku 1856 působil jako suplent němčiny na akademickém gymnáziu. V období let 1856–1863 byl profesorem obchodní akademie v Praze. Roku 1866 se stal ředitelem vyšší reálné školy v Litoměřicích. Ze školství byl ovšem později vytlačen kvůli své politické angažovanosti. Byl redaktorem listu Tagesbote aus Böhmen a také se angažoval se spolku Verein fur Geschichte der Deutschen in Böhmen (zasedal v redakci Mitteilungen des Vereins für Geschichte der Deutschen in Böhmen). Od roku 1869 vykonával funkci referenta zemské školní rady a místodržitelského rady. V této funkci se zasadil o zřizování okresních školních rad. Německy publikoval sbírku české mytologie Pověsti z Čech a Moravy, která poprvé vyšla roku 1863. V roce 1864 vyšlo jeho další dílo Pověry a obyčeje. Ovládal i češtinu.
V 60. letech 19. století se zapojil i do zemské politiky. V doplňovacích volbách koncem listopadu 1863 byl zvolen na Český zemský sněm za kurii venkovských obcí, obvod Kraslice, Nejdek. Nahradil zesnulého poslance Theodora Pilze. Na zemský sněm se vrátil v doplňovacích volbách v září 1868, nyní za kurii venkovských obcí, obvod Jablonné, Chrastava. Mandát obhájil za týž obvod i v následujících zemských volbách v roce 1870.